# 멀티버스 (DC 코믹스)
DC 코믹스의 출판물에서 멀티버스(Multiverse)는 출판된 스토리가 일어나는 세계관인 유니버스를 집합한 "우주 구조"이다. 평행 우주에서 세계들은 공간과 운명을 공유하며, 그 구조는 DC 코믹스의 역사 속에서 여러 번 변화하였다.

## 같이 보기
- DC 유니버스
- 멀티버스 (마블 코믹스)